# Erich Maier (Politiker)
Erich Maier (* 8. Dezember 1947 in Lampertheim) ist ein deutscher Politiker.
Er absolvierte zuerst eine Ausbildung zum Speditionskaufmann, ehe er Betriebswirtschaft und an der TH Darmstadt Politische Wissenschaften und Sportwissenschaft für das Lehramt an Gymnasien studierte. Nach dem Studium wurde Maier Leiter der Volkshochschule Lampertheim, in den 1980er Jahren übernahm er die Leitung des Lampertheimer Kulturamtes. Ehrenamtlich engagierte er sich im Vorstand des TV Lampertheim.
1997 kandidierte der parteilose Maier für das Amt des Bürgermeisters in seiner Heimatstadt Lampertheim. Er konnte sich durchsetzen und wurde 2003 und 2009 wiedergewählt. Nach Erreichen der Altersgrenze kündigte er an, vor dem Ende der Amtszeit am 1. Dezember 2013 in Pension zu gehen.
Am 26. Oktober 2013 erhielt Bürgermeister Erich Maier aus den Händen von Kreisbrandmeister Rainer Agostin für sein Engagement, seine Einsatzbereitschaft und Kooperation zum Wohle des Brandschutzes in der Spargelstadt die Deutsche Feuerwehrehrenmedaille.